# Lazar Mijušković
Lazar Mijušković (en serbio cirílico: Лазар Мијушковић) fue un político, embajador, diplomático, funcionario y ingeniero de minas montenegrino.

## Biografía
Mijušković nació el 24 de diciembre de 1867, es decir el día de Nochebuena de 1867, en la aldea de Povija en Pješivci, un hermanada tribu montenegrina, en Nikšić, Principado de Montenegro. Obtuvo un grado como ingeniero de minas en París, Francia.
Cumplió con el deber de Ministro de Finanzas en el Gobierno del Principado de Montenegro desde el 16 de junio de 1903 hasta el 19 de diciembre de 1905. También sirvió dos mandatos como Presidente del Consejo Ministerial (Primer Ministro del Principado y Reino de Montenegro)
Mijušković fue líder y uno de los fundadores del Partido Popular Verdadero, fundado en 1907
Desde el 13 de octubre de 1913 hasta 1915 Mijušković fue apuntado como el embajador de Montenegro en Belgrado.
Murió el 29 de septiembre de 1936, en Belgrado, Reino de Yugoslavia, a los 68 años.